# Организация на Договора за колективна сигурност
Организацията на договора за колективна сигурност е военен съюз в рамките на ОНД.

## История
На 15 май 1992 г. в Ташкент Армения, Казахстан, Киргизия, Русия, Таджикистан и Узбекистан подписват Договор за колективна безопасност (ДКБ).
Азербайджан подписва договора на 24 септември 1993 г., Грузия – на 9 септември 1993 г., Беларус – на 31 декември 1993 г..
Договорът влиза в сила на 20 април 1994 г. Първоначално Договорът е предвиден за 5 години, като се допуска продължаване. На 2 април 1999 г. президентите на Армения, Беларус, Казахстан, Киргизия, Русия и Таджикистан подписват протокол за продължаването срока на действие на договора в следващия петгодишен период, но Азербайджан, Грузия и Узбекистан отказват да го подпишат, а още през същата година Узбекистан се присъединява към ГУАМ (Организация за демокрация и икономическо развитие).
На московската сесия на ДКБ на 14 май 2002 г. е взето решение за преобразуването на ДКБ в пълноценна международна организация – Организация на Договора за колективна сигурност (ОДКБ). На 7 октомври 2002 г. в Кишинев са подписани Устав и Съглашение за правовия статус на ОДКБ, които са ратифицирани в седемте държави членки на ОДКБ и влизат в сила на 18 септември 2003 г.
На 16 август 2006 г. в Сочи е подписано решение за пълноправно присъединяване (възстановяване на членството) на Узбекистан в ОДКБ. По-късно, на 19 декември 2012 г., Узбекистан отново официално напуска ОДКС.
През 2013 г. Сърбия и Афганистан получават статут на наблюдател в парламентарната асамблея на ОДКС.
От края на 2014 г. се водят преговори с Иран да получи статут на наблюдател през 2015 г.
През 2024г. Армения замразява членството си в ОДКБ с мотив, че организацията не ѝ е помогнала във войната с Азербайджан за Нагорни Карабах през 2020 година.

## Перспективи за развитие на ОДКС
Русия в последно време възлага големи надежди на тази организация, разчитайки с нейна помощ да укрепи своите стратегически позиции в Централна Азия. Русия счита този регион за зона на своите стратегически интереси.
В същото време, на територията на Киргизия е разположена военновъздушната база на САЩ Манас, а Киргизия не възнамерява да я закрие скоро. Таджикистан в началото на 2006 дава съгласие за съществено увеличаване числения състав на разположената на негова територия френска военна групировка, действаща в състава на коалиционните сили в Афганистан.
За усилване позициите на ОДКС, Русия предлага да се проведе реформиране на Колективните сили за оперативно реагиране на Централноазиатския регион. Тези сили се състоят от десет батальона: по три от Русия и Таджикистан, по два – от Казахстан и Киргизия. Общата численост на личния състав на колективните сили е около 4 хил. души. Авиационният корпус (10 самолета и 14 вертолета) е разположен в руската авиобаза Кант в Киргизия.
Във връзка със завръщането на Узбекистан в ОДКС се отбелязва, че още в 2005 г. узбекските власти са предложили проект за създаване на международни „антиреволюционни“ наказателни сили в постсъветското пространство в рамките на ОДКС. Готвейки се за присъединяването към тази организация, Узбекистан подготвя пакет предложения по нейното усовършенстване, включващ създаване в нейните рамки на разузнавателна и контраразузнавателна структура, а също и разработка на механизми, които биха позволили на ОДКБ да гарантира на държавите от Централна Азия вътрешна безопасност. През 2012 г. Узбекистан за втори път напуска организацията поради разлика във възгледите с другите членки на организацията.
Според председател на Парламентарната асамблея на Съюза на Русия и Беларус С. Наришкин, Иран може да стане наблюдател в ПА на ОДКС :
| „               | Иран мог бы стать наблюдателем в Парламентской ассамблее ОДКБ | “ |
| Сергей Наришкин |                                                               |   |

## Членове
| Държава     | Членство            | Година на присъединяване |
| ----------- | ------------------- | ------------------------ |
| Армения     | пълно членство      | 1994                     |
| Беларус     | пълно членство      | 1994                     |
| Казахстан   | пълно членство      | 1994                     |
| Киргизстан  | пълно членство      | 1994                     |
| Русия       | пълно членство      | 1994                     |
| Таджикистан | пълно членство      | 1994                     |
| Афганистан  | асоциирано членство | 2013                     |
| Сърбия      | асоциирано членство | 2013                     |

## Структура на ОДКБ
Висш орган на Организацията е Съветът по колективна сигурност (СКС). В състава на Съвета влизат главите на страните-членки. Съветът разглежда принципиалните въпроси по дейността на Организацията и приема решения, насочени към реализация на нейните цели и задачи, а също обезпечава координацията и съвместната дейност на страните-членки за реализация на тези цели.
Съвет на министрите на външните работи (СМИД) – консултативен и изпълнителен орган на Организацията по въпросите на координация на взаимодействието между страните-членки в областта на външната политика.
Съветът на министрите на отбраната (СМО) е консултативен и изпълнителен орган на Организацията по въпросите на координация на взаимодействието на страните членки в областта на военната политика, военното строителство и военно-техническото сътрудничество.
Комитетът на секретарите на съветите по сигурност (КССС) е консултативен и изпълнителен орган на Организацията по въпросите на координация на взаимодействието на страните-членки в областта на обезпечаването на тяхната национална безопасност.
Генералният секретар на Организацията е най-висшето административно длъжностно лице на Организация и осъществява ръководството на Секретариата на Организацията. Назначава се с решение на Съвета по колективна сигурност и е подотчетен на Съвета. Към 2020 г. генерален секретар е ген. Станислав Зас (Станислав Зась).
Секретариатът на Организацията е постояннодействащ работен орган на Организацията за осъществяване на организационно, информационно, аналитично и консултативно обезпечаване дейността на органите на Организацията.
Обединеният щаб на ОДКС е постояннодействащ работен орган на Организацията, който заедно с министерствата на отбраната на страните-членки формира, обучава, ръководи, координира и изпраща Колективните сили за бързо реагиране (КСБР) в случай на нужда.